# Zanclopera falcata
Zanclopera falcata är en fjärilsart som beskrevs av W. Warren 1894. Zanclopera falcata ingår i släktet Zanclopera och familjen mätare. Inga underarter finns listade i Catalogue of Life.